# Rhynchosia velutina
Rhynchosia velutina är en ärtväxtart som beskrevs av Robert Wight och George Arnott Walker Arnott. Rhynchosia velutina ingår i släktet Rhynchosia och familjen ärtväxter. Utöver nominatformen finns också underarten R. v. velutina.